# Erich von Tschermak
Erich Tschermak von Seysenegg (o Erich von Tschermak-Seysenegg) (Viena, 15 de noviembre de 1871 – Viena,11 de octubre de 1962) fue un biólogo, botánico, genetista y agrónomo austríaco codescubridor de las Leyes de Mendel de manera independiente de los otros dos científicos Hugo de Vries y Carl Correns. Von Tschermak publicó sus hallazgos en junio de 1900.
Tschermak era nieto del profesor que enseñó botánica en Viena a Gregor Mendel.

## Obra
- Über künstliche Kreuzung, 1900
- Die Theorie der Kryptomerie und des Kryptohybridismus, 1903
- Samenbildung ohne Befruchtung, 1949

- La abreviatura «Tscherm.-Seys.» se emplea para indicar a Erich von Tschermak como autoridad en la descripción y clasificación científica de los vegetales.[1]